# Марієнберг (Нідерланди)
Марієнберг (нід. Mariënberg) — село в нідерландській провінції Оверейсел. Входить до муніципалітету Гарденберг.
Його площа становить 2,49 км², а населення станом на 2021 рік складало 940 осіб.

## Галерея

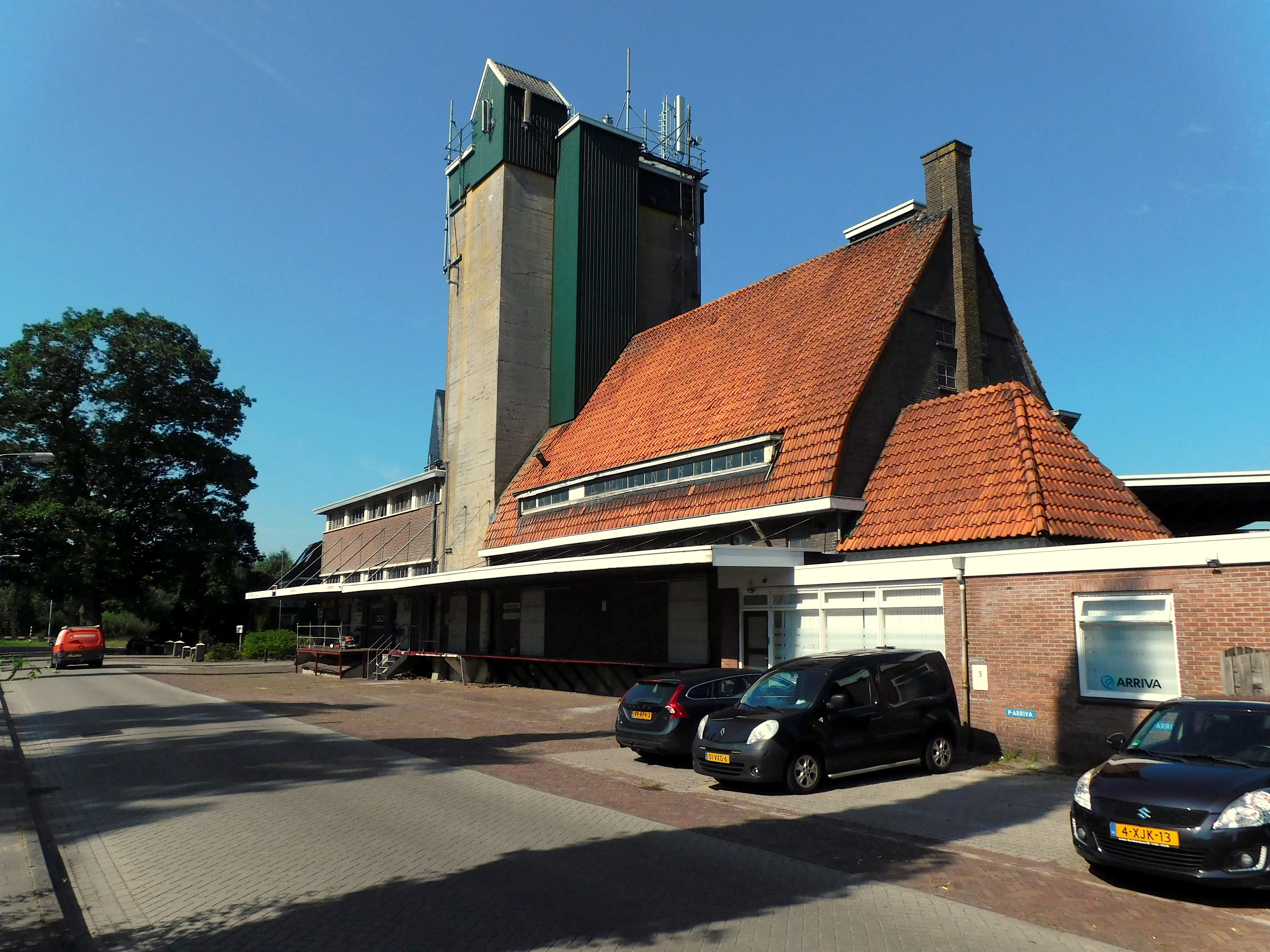
Елеватор
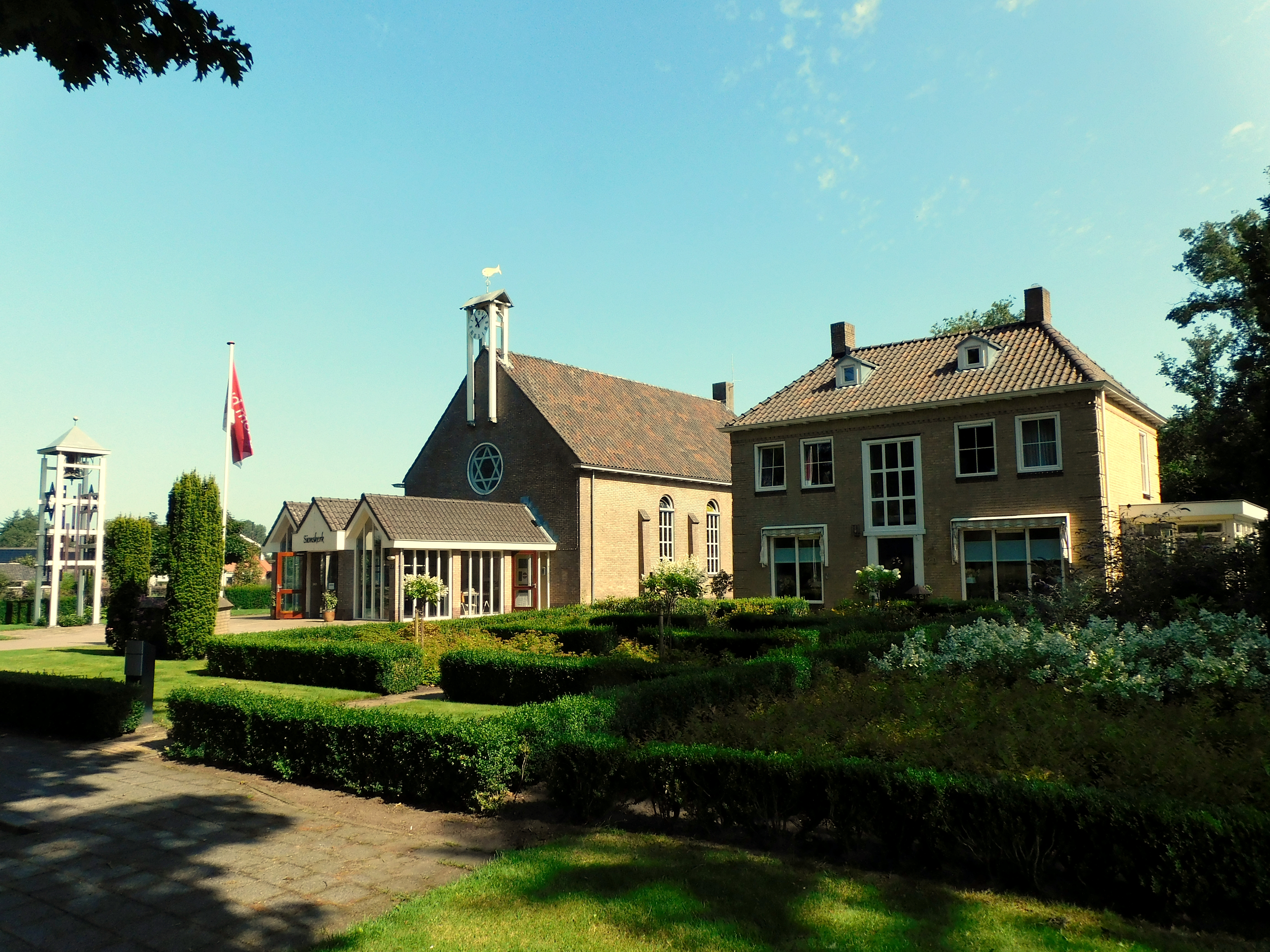
Церква у Маріенберзі